# 成人电影院
成人电影院（英語：Adult Movie Theatrer）是针对专门为放映色情片而设计的电影院的委婉称呼。
成人电影院主要是针对异性恋或同性恋观众放映色情电影。对于前来观影的观众来说，在成人电影院里全部或部分裸露以及公共手淫或性交等行为，影院的管理层通常持赞同或以某种方式默许。但是需要注意的是，这些行为可能是合法的也有可能是非法的；如果所在司法辖区认为是非法的，那么可能会招致当地执法部门的处理。同时，成人电影院还会在影片放映之间提供脱衣舞、性爱表演或其他性产业服务。
在录影机及后来的互联网出现之前，电影院通常是人们观看硬核色情电影的唯一地方。而家庭视频的传播导致了成人电影院的大规模减少。

## 地区分布

### 美国

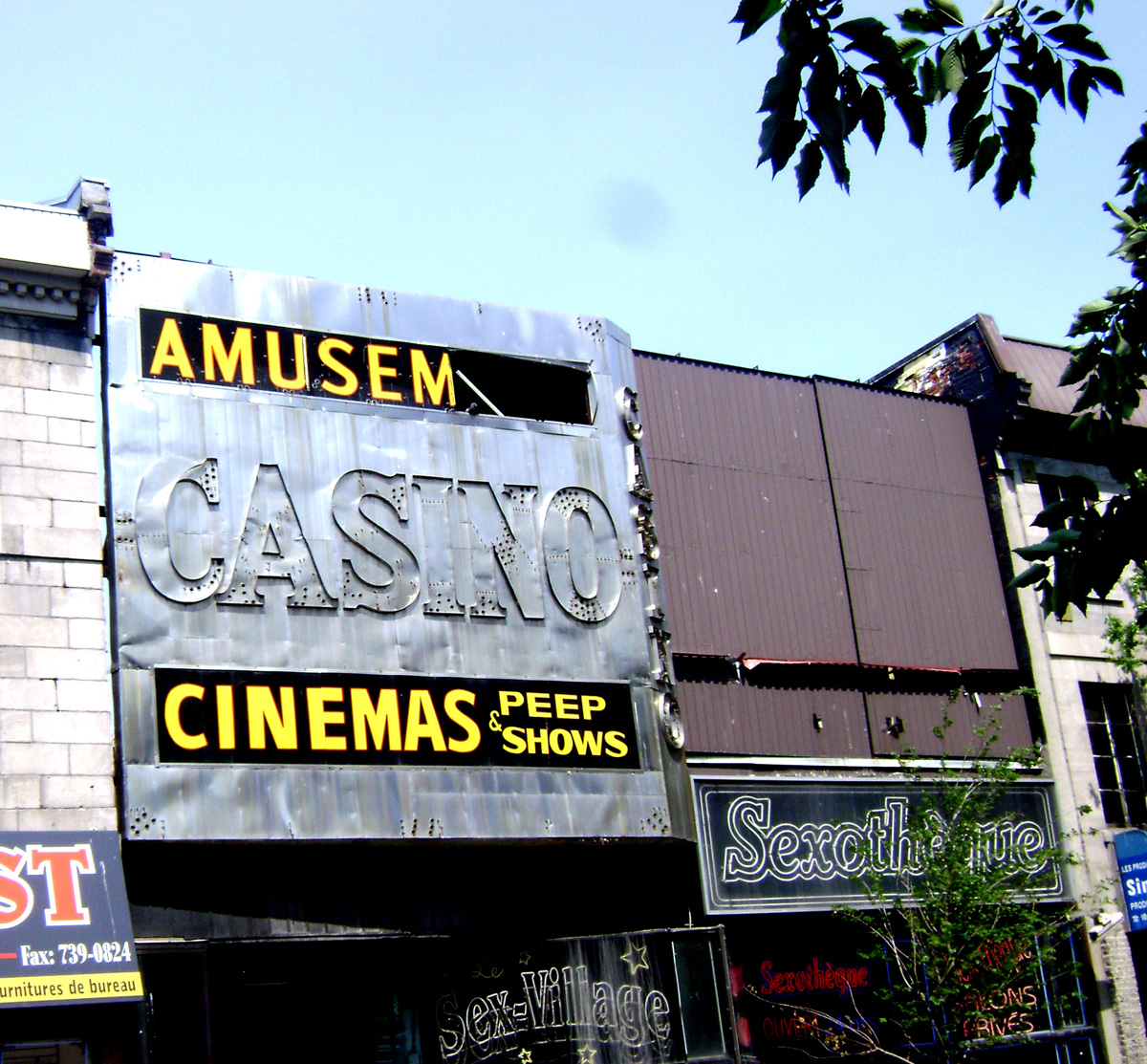
位于加拿大蒙特利尔圣劳伦斯大道的一家兼营成人电影放映和偷窥秀的影院

美国最早的色情电影院出现在加利福尼亚州，当时是用来放映低制作水平的35毫米独立电影。到了1960年，美国境内有20家电影院专门放映色情电影。在1960年代末和1970年代初，它们发展到了美国其他地区。仅有几十个座位的小“店面”电影院如雨后春笋般出现，到1970年，美国已有750家色情剧院。在1970年代，电影院从放映35毫米的性爱电影转变为更清晰的16毫米的“海狸”电影。